# Peridroma patagonica
Peridroma patagonica là một loài bướm đêm trong họ Noctuidae.